# تکامل اسپرانتو

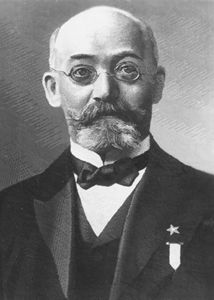
لودویک زامنهوف نویسنده «تکامل اسپرانتو».

تکامل اسپرانتو، اشاره به مفهومی زبانشناختی در جهت بررسی زبان اسپرانتو از منظر علم زبانشناسی تکاملی  دارد.

## مثال‌هایی از تکامل اسپرانتو
اسپرانتو به رغم ماهیت فراساخته و تاریخچه نه چندان بلند آن، به مانند دیگر زبانهای طبیعی و زنده دنیا مورد تغییر و تحول واقع می‌شود؛ زبانشناسان از مهم‌ترین مقوله‌های تکاملی اسپرانتو به موارد زیر اشاره داشته اند:
- بهره‌گیری از ظرفیت‌های پنهان دستور زبان اسپرانتو و انعطاف ویژه دستگاه واژه‌سازی آن[۷]؛ در این خصوص می‌توان به کاربرد گسترده وندهای اسپرانتو در کاربردهای دیگری از جمله فعل، اسم، صفت، قید و موارد دیگری از این قبیل اشاره داشت[۸]؛ مثال زیر نمونه‌ای از این دست می‌باشد:

| ریشه           | کاربرد فعلی        | کاربرد اسمی      | کاربرد وصفی | کاربرد قیدی |
| -------------- | ------------------ | ---------------- | ----------- | ----------- |
| et (وند تصغیر) | etigi (کوچک ساختن) | etulo (فرد کوچک) | eta (کوچک)  | ete (کم)    |

- گرایش کلی به ساختارهای ساده‌تر زبانی؛ در این خصوص می‌توان به موارد زیر اشاره داشت:

| معنی معادل           | ساختار متکلف | ساختار ساده |
| -------------------- | ------------ | ----------- |
| این (صفت/ضمیر اشاره) | ĉi tiu       | ĉi          |
| اتومبیل              | aŭtomobilo   | aŭto        |
| دور                  | malproksima  | fora        |
| کوچک                 | malgranda    | eta         |

- اصلاح معانی مربوط به برخی از ریشه‌های واژگانی؛ بدین شکل که یک سری واژگان در جهت تطابق با نیازهای روز زبانی، در کاربردهای گسترده تر مورد استفاده واقع شده یا اینکه به منظور تفهیم تخصصی تر معانی، تمایز میان واژگان با معنی مشابه بیشتر از سابق شده‌است [۹].
- افزایش ریشه‌های واژگانی؛ در این خصوص لازم به ذکر است که در دوران ابتدایی پیدایش زبان اسپرانتو، ورود ریشه‌های جدید به این زبان به سختی و به کندی انجام می شد؛ اما پس از آنکه گستره نویسندگان به زبان اسپرانتو با افزایش قابل ملاحظه‌ای مواجه شد، مسئله ورود بی سابقه ریشه‌های جدید، به عنوان بخش منفی تکامل اسپرانتو، انتقادات گسترده‌ای را در پی داشت. مدافعان این رویکرد با این استدلال که ریشه‌های جدید منجر به غنای زبان و تکامل ادبیات اسپرانتو می‌شوند، از ورود واژگان جدید دفاع می‌کردند، در حالیکه منتقدان بسیاری بر این باورند که ورود بی سابقه ریشه‌های جدید، منجر به پیچیده شدن اسپرانتو، فاصله گرفتن آن از زبانی ساده و منطقی، و نزدیک تر شدن آن به زبان‌های اروپایی بخصوص انگلیسی و فرانسوی می‌شود. باید توجه داشت که آنچه موجب جذب عموم به اسپرانتو می‌شود سادگی، شیوایی و منطقی بودن آن جهت کاربرد به عنوان یک زبان میانجی جهانی می‌باشد، در حالیکه فنون بلاغی و غنای زبانی (که حتی با در نظر گرفتن ریشه‌های پایه‌ای و کلاسیک، باز هم مشکلی برای رساندن پیچیده‌ترین مفاهیم وجود نخواهد داشت) در جایگاه دوم جذب مخاطب قرار داشته و نباید به غیمت افزایش صوری غنای زبانی اسپرانتو، منجر به فروریزش علاقه‌مندان و دلسرد شدن از ادامه یادگیری آن شد[۱۰][۱۱].

## واژه‌نامه
1. ↑  Evolutionary linguistics